# Bisetocreagris baozinensis
Espèce
Bisetocreagris baozinensis est une espèce de pseudoscorpions de la famille des Neobisiidae.

## Distribution
Cette espèce est endémique du Sichuan en Chine. Elle se rencontre dans la grotte Baozi dans le xian de Gulin.

## Description
Les mâles mesurent de 3,97 à 4,48 mm et les femelles de 4,48 à 4,59 mm.

## Étymologie
Son nom d'espèce, composé de baozi(n) et du suffixe latin -ensis, « qui vit dans, qui habite », lui a été donné en référence au lieu de sa découverte, la grotte Baozi.

## Publication originale
- Mahnert & Li, 2016 : Cave-inhabiting Neobisiidae (Arachnida: Pseudoscorpiones) from China, with description of four new species of Bisetocreagris Curcic. Revue Suisse de Zoologie, vol. 123, no 2, p. 259-268.